# Reine porteuse de coupe
La Reine porteuse de coupe est une statue camerounaise du XIXe siècle appartenant à la culture Bamiléké, et exposée au musée du quai Branly.
La figure de la reine porteuse de coupe est répandue dans le Grassland et dans la culture Bamiléké.

## Histoire
La reine porteuse de coupe exposée au musée du quai Branly provient de la chefferie Bansoa, dans la région du Nord-Ouest du Cameroun, et appartient à un ensemble de plusieurs statues du même thème, dont deux ont été réalisées par le sculpteur Mbu'Kamteu.
La figure de la reine porteuse de coupe était exhibée lors de cérémonies religieuses où elle était placée à côté du portrait de l'époux de la reine.
La sculpture provient de la collection du docteur Pierre Harter, collectionneur d'art africain, qui a légué 53 sculptures bamilékés et bamouns à l'ancien musée national des Arts africains et océaniens dont les collections ont rejoint celles du quai Branly.

## Description
La Reine porteuse de coupe est une représentation d'une figure féminine royale assise sur un siège stylisé à figure de panthère. Elle porte dans ses mains, posée sur sa cuisse gauche, une coupe. Le siège repose sur une figure de panthère stylisée dont les quatre pattes reposent sur une pièce de bois circulaire. Elle mesure 1,115 m de haut.
La figure humaine est recouverte d'un tissu brodé de cauris et de perles multicolores où prédomine le rouge vermillon stylisant la peau. Les perles blanches aux poignets représentent les bracelets d'ivoire, les bleues les bracelets des chevilles, la ceinture et le collier, et recouvrent également la coupe. Des motifs de chevrons et de cercles en perles blanches et bleues recouvrent certaines parties du haut du corps. D'autres perles bleues recouvrent également le siège et la panthère. Ces types de statues représentent la mémoire d'une personne importante (ici une princesse). Elles vont être gardées et respectées car leurs esprits sont encore « vivants ».